# 2293 Guernica
2293 Guernica è un asteroide della fascia principale. Scoperto nel 1977, presenta un'orbita caratterizzata da un semiasse maggiore pari a 3,1300384 UA e da un'eccentricità di 0,1346713, inclinata di 0,59037° rispetto all'eclittica.
Fa parte della famiglia di asteroidi Temi.
L'asteroide è dedicato alla città spagnola Guernica.